# Чехія на зимових Олімпійських іграх 2006
Чехія брала участь у Зимових Олімпійських іграх 2006 року в Турині (Італія) вчетверте за свою історію, і завоювала дві срібні, одну бронзову та одну золоту медалі. Збірну країни представляли 83 спортсмени.

## Золото
- Лижні гонки, жінки, 30 км, мас-старт — Катержіна Нойманова.

## Срібло
- Лижні гонки, жінки, дуатлон 7,5 км + 7,5 км — Катержіна Нойманова.
- Лижні гонки, чоловіки, 15 км класика — Лукаш Бауер.

## Бронза
- Хокей, чоловіки.